# Awake (album, Dream Theater)
Awake je třetí studiové album americké progresivní metalové skupiny Dream Theater, vydané 4. října roku 1994 ve vydavatelství East West Records.
Je posledním albem, kde hraje klávesista Kevin Moore, svůj odchod z kapely ohlásil během natáčení alba.
Většina z materiálu pro Awake bylo složeno mezi únorem a dubnem 1994, během kterého Dream Theater byli pod tlakem od jejich producenta udělat album tak úspěšné, jak Images and Words (1992). Label chtěl produkovat více metalově orientované album v naději, že by bylo jednodušší uplatnění na trhu. Obal alba, navržený skupinou, nabízí četné odkazy na texty alba.
Dream Theater hledal náhradu za klávesistu K. Moore na nadcházející světové turné a nakonec najal Dereka Sheriniana. Ten měl jen dva týdny před začátkem turné se naučit dvouhodinový set hudby. Sheriniana zpočátku zaujala pozice hostujícího muzikanta a byl požádán, aby se stal plnohodnotným členem kapely již během turné. Po první část turné, zpěvák James LaBrie utrpěl případ otravy jídlem, které vážně poškodil jeho hlasivky. Jeho zpěv se stal nepředvídatelným, z čehož měl Labrie těžké deprese po většinu turné. Jeho hlas se začal teprve zotavovat na turné pro Six Degrees of Inner Turbulence v roce 2002.
Album bylo vydáno v době velké popularity grunge hudby, proto album mělo se zpočátku rozpoluplné recenze; novější hodnocení považují album jako jedno z nejlepších. Album vyvrcholilo na 32. místě na americkém Billboard 200. K albu byly vydány tři singly „Lie“, „Caught in a Web“ a „The Silent Man“, které ovšem nedokázaly být stejně úspěšné jako „Pull Me Under“. Label považoval album za komerční selhání, což vedlo skupinu k napsání více rádiových hitů na jejich následném studiovém albu.
Album nemá žádnou titulní skladbu, ale text awake se objevil v písních „Innocence Faded“ a „The Silent Man“.

## Písně

### 6:00 & Innocence Faded
Úvodní skladba, „06:00“, jejíchž text napsal Moore, se zmiňuje o rostoucí vzdálenosti mezi ním a zbytkem kapely. Petrucci napsal text „Innocence Faded“, inspirovaný jeho zhoršující přátelství s Moorem.

### A Mind Beside Itself
Tento set tvoří tři písně „Erotomania“, „Voices“ a „the Silen Man“. Portnoy uvedl, že instrumentálka „Erotomania“ byla napsána „spatra“ jako „trochu vtipu a parodie“. Petrucci napsal texty k „Voices“, která se zabývá témou duševních chorob. Petrucci napsal hudbu a texty k akustické „The Silent Man“. LaBrie popsal texty jako zabývající se „zhroucení komunikace, například mezi otcem a synem“. The Silen Man byla vydaná jako singl, na kterém se objevuje i instrumentální balada Eve, kterou na žádném studiovém albu kapela nevydala.

### The Mirror & Lie
Portnoy napsal text pro „The Mirror“, kde popisuje svůj boj s alkoholismem. On se k této problematice vrací několikrát na pozdějších albech Dream Theater, kde tento boj je znám pod názvem Twelve-step Suite, kterou dokončil až na posledním společným albu s Dream Theater Black Clouds & Silver Linings v roce 2010.
„Lie“, jež byl vydán i jako singl, ukazuje těžší, temnější styl alba. Na Singlu se také objevila píseň „To Live Forever“, kterou na jiném studiové albu nezveřejnili. „Lie“ byla původně součástí „The Mirror“, ale LaBrie myslel, že je obsahově dost silná, aby to mohla být samostatná píseň.

### Lifting Shadows Off a Dream
Jedná se o jedinou píseň alba, jejichž text napsal John Myung. Původně se jednalo o báseň a dva akordy. „Pracovali jsme na tom, lámali si hlavy, zaznamenávali jam a na konci noci jsme byli jako ‚Ach, na to seru‘. To je na nic,“ připomněl Petrucci. „Přišli jsme do druhého dne, poslouchali nahrávky a mysleli si, že by to mohlo být opravdu cool. Najednou se to vyvinulo do této písně.“

### Scarred
Text „Scarred“ byl původně inspirován písní „Rock the Casbah“ od The Clash. Píseň je nakonec v temnějším tónu a kytarista John Petrucci začal psát texty o depresi. Linie inspirované „Rock the Casbah“, jsou patrné na demo nahrávce, pro finální verzi byly odstraněny.

### Space-Dye Vest
Text i hudbu napsal klávesista Kevin Moore, a dokonce na demo verzi ji i sám zpíval.
Píseň složil Moore během turné Images And Words v roce 1993, původně ne pro Dream Theater, ale pro jeho vlastní experiment. Inspirací pro napsání písně byla fotka modelky v módním časopise, do které se Moore okamžitě zamiloval.
Když Kevin Moore opustil Dream Theater po vydání alba se z úcty někteří členové skupiny vyjádřili, že nechtějí tuto skladbu hrát bez Moora. Portnoy poznamenal, že kdyby věděl, že Moore chtěl opustit kapelu, nezahrnul by píseň na album. „Považoval ji za zcela 100% Mooreovo píseň“. Jordan Rudess však v rozhovoru uvedl, že by ji chtěl hrát živě. Rudess zahrál píseň živě během sólového koncertu, kde se James LaBrie představil jako hostujcí zpěvák.
V roce 2009 kapela začala část písně hrát během jejich „Black Clouds & Silver Linings “ turné, ačkoli píseň nebyla nikdy hrána v celém rozsahu až do roku 2014, kdy bylo hrána téměř na každém koncertě „Along for the Ride Tour“ spolu s ostatními písněmi, které tvoří druhou polovinu Awake, na počest 20. výročí alba.

## Seznam skladeb
Hudbu složila kapela Dream Theater pokud není napsáno jinak
| Pořadí         | Název                                     | Hudba          | Text             | Délka |
| -------------- | ----------------------------------------- | -------------- | ---------------- | ----- |
| 1.             | 6:00                                      |                | Moore            | 5:31  |
| 2.             | Caught in a Web                           |                | LaBrie, Petrucci | 5:28  |
| 3.             | Innocence Faded                           |                | Petrucci         | 5:42  |
| 4.             | A Mind Beside Itself: I. Erotomania       |                | instrumentální   | 6:44  |
| 5.             | A Mind Beside Itself: II. Voices          |                | Petrucci         | 9:53  |
| 6.             | A Mind Beside Itself: III. The Silent Man | Petrucci       | Petrucci         | 3:47  |
| 7.             | The Mirror                                |                | Portnoy          | 6:45  |
| 8.             | Lie                                       |                | Moore            | 6:33  |
| 9.             | Lifting Shadows Off a Dream               |                | Myung            | 6:05  |
| 10.            | Scarred                                   |                | Petrucci         | 10:59 |
| 11.            | Space-Dye Vest                            | Moore          | Moore            | 7:29  |
| Celková délka: | Celková délka:                            | Celková délka: | Celková délka:   | 74:56 |

## Sestava
- James LaBrie – zpěv
- John Petrucci – kytara, doprovodný zpěv
- John Myung – baskytara
- Kevin Moore – klávesy
- Mike Portnoy – bicí, perkuse